# Stuart sauve sa famille
Pour plus de détails, voir Fiche technique et Distribution.
Stuart sauve sa famille (Stuart Saves His Family) est un film américain réalisé par Harold Ramis et sorti en 1995. Il met en scène le personnage de Stuart Smalley (en) créé par Al Franken pour le Saturday Night Live et s'inspire en partie de l'ouvrage I'm Good Enough, I'm Smart Enough, and Doggone It, People Like Me!: Daily Affirmations by Stuart Smalley.

## Synopsis
Stuart Smalley a une vie compliquée. Il vient de se faire renvoyer de son poste de présentateur sur une chaine de télévision câblée. Il supplie son patron autoritaire et manipulateur de lui redonner son emploi. Il doit aussi réhabiliter son père alcoolique et son frère toxicomane, Donnie, tout en aidant sa mère en surpoids et sa sœur qui a des problèmes de couple.

## Fiche technique
- Titre original : Stuart Saves His Family
- Titre français et québécois : Stuart sauve sa famille
- Réalisation : Harold Ramis
- Scénario : Al Franken
- Photographie : Lauro Escorel
- Musique : Marc Shaiman
- Montage : Craig Herring et Pembroke J. Herring
- Photographie : Hank Goldfritz
- Production : Trevor Albert et Lorne Michaels
- Sociétés de production : Constellation Films, Broadway Pictures, Mont Blanc Entertainment GmbH et Worldwide
- Société de distribution : Paramount Pictures (États-Unis)
- Budget : 6,3 millions de dollars
- Pays de production :  États-Unis
- Langue originale : anglais
- Format : couleur - 2.35:1 - 35 mm - son : DTS / Dolby Digital / SDDS
- Genre : comédie
- Durée : 99 minutes
- Date de sortie[1] :
  - États-Unis : 12 avril 1995

## Distribution
- Al Franken : Stuart Smalley
- Vincent D'Onofrio : Donnie Smalley
- Harris Yulin : le père de Stuart
- Shirley Knight : la mère de Stuart
- Laura San Giacomo : Julia
- Lesley Boone (en) : Jodie Smalley
- Camille Saviola : Roz Weinstock
- Grant Hoover : Stuart jeune
- Cory Milano : Donnie jeune
- Michelle Horn : Jeune Jodie
- Aaron Lustig : Fred
- Kurt Fuller : le maître Von Arks
- Julia Sweeney : Mea C.
- Robert Curtis Brown : Andy
- Dakin Matthews : le conciliateur
- Richard Riehle : le juge R. Albert
- Joe Flaherty : cousin Ray
- Robin Duke : cousin Denise
- Jeffrey Joseph : Bob
- Lewis Arquette : l'officiel du cimetière
- Allen Garfield : le maitre d'hôtel
- Michael Haley : Bailiff
- Ted Raimi : Hal
- Gerrit Graham : l'homme à la table du restaurant (non crédité)